# Hermann Weyl
Hermann Klaus Hugo Weyl (9. listopadu 1885 Elmshorn u Hamburku, Německo – 8. prosince 1955 Curych, Švýcarsko) byl německý matematik, teoretický fyzik a filosof.

## Život
Narodil se v rodině bankovního ředitele, po maturitě na gymnáziu Christianeum v Altoně se roku 1904 zapsal na univerzitu v Göttingenu, kde studoval matematiku u Davida Hilberta a fyziku. U Hilberta roku 1908 promoval prací o singulárních integrálních rovnicích a 1910 se habilitoval. Navštěvoval také filosofické přednášky E. Husserla, kde se seznámil se svou pozdější ženou Helene Joseph, později překladatelkou spisů J. Ortegy y Gasseta. Roku 1913 se s ní oženil a měli pak spolu dva syny. Téhož roku byl pozván jako profesor geometrie na ETH v Curychu, kde se seznámil s Albertem Einsteinem a začal se zajímat o matematické otázky jeho teorií, zejména diferenciální geometrii. Roku 1918 vydal jednu z prvních učebnic obecné teorie relativity pod názvem Raum, Zeit, Materie („Prostor, čas, hmota“). 1921 přišel do Curychu Erwin Schrödinger, s nímž se Weyl velice spřátelil. V roce 1928 vydal významnou práci „Teorie grup a kvantová mechanika“ a roku 1930 přijal pozvání převzít katedru matematiky v Göttingenu po D. Hilbertovi, ale už roku 1933 odešel před sílícím antisemitismem zpět do Curychu. S pomocí A. Einsteina se dostal do Princetonu, kde přednášel do roku 1952. Roku 1948 zemřela jeho žena a Weyl se podruhé oženil se švýcarskou sochařkou Ellen Bär. Po svém emeritování v roce 1952 žil většinou v Curychu.

## Dílo
Weylovo dílo je velmi rozsáhlé a dotýká se velmi široké oblasti matematiky, od teorie čísel přes Lieovy algebry, vlastní čísla a diferenciální geometrii až po teoretické základy matematiky a filosofii vědy vůbec. Weyl měl zpočátku blízko k intuicionismu a odmítal důkazy, založené na axiomu výběru, později však uznal, že by se tím matematika příliš ochudila. Vytvořil sjednocenou teorii pole, která vyložila Maxwellovo elektromagnetické pole i gravitační pole jako geometrické vlastnosti prostoročasu, a zabýval se také kalibrační invariancí.
O rozsahu a významu jeho prací svědčí i to, kolik matematických pojmů je spojeno s jeho jménem: Weylova grupa, Weylův tensor a spinor, Weylova algebra a mnoho dalších. Mezi nejvýznamnější publikace patří:
- Die Idee der Riemannschen Fläche (Idea Riemannovy plochy), Teubner 1913,
- Raum, Zeit, Materie – Vorlesungen über Allgemeine Relativitätstheorie (Prostor, čas, hmota – přednášky o obecné teorii relativity), 1918 (8. vyd, Springer 1993) Online
- Das Kontinuum- kritische Untersuchungen über die Grundlagen der Analysis (Kontinuum – kritická zkoumání o základech anaýzy), Leipzig, von Veit und Comp., 1918 Online
- Gravitation und Elektrizität (Gravitace a elektřina), Sitzungsberichte Preuss. Akademie der Wiss., 1918 (znovu otištěno v Lorentz, Einstein, Minkowski Das Relativitätsprinzip).
- Was ist Materie? – Zwei Aufsätze zur Naturphilosophie (Co je hmota? Dvě pojednání k filosofii přírody), Springer, Berlin 1924
- Philosophie der Mathematik und Naturwissenschaft (Filosofie matematiky a přírodních věd), München: Oldenbourg Verlag 1927
- Gruppentheorie und Quantenmechanik (Teorie grup a kvantová mechanika), Leipzig, Hirzel 1928
- The classical groups - their invariants and representations , Princeton University Press 1939, 1946, 1961
- Symmetry, Princeton 1952

## Ocenění
- 1936 zvolen členem Royal Society v Londýně
- 1939 čestný člen Královské matematické společnosti
- 1948 Gibbsovy přednášky Americké matematické společnosti
- Kráter Weyl na Měsíci.[2]

Člen Královské holandské akademie věd, Papežské akademie věd, čestný doktor ETH Curych, Sorbonna, Columbia university, dále univerzit Stuttgart a Oslo.